# Belén Alonso Martínez
Belén Alonso Martínez (Tudela, 1957) és una geòloga catalana, especialitzada en geologia marina i paleoceanografia i professora de recerca de l'Institut de Ciències del Mar de Barcelona. Ha publicat centenes d'articles en revistes especialitzades i ha dirigit diverses tesis doctorals.
Alonso va néixer a Tudela, Navarra, va passar els seus primers anys a Berlanga de Duero, Sòria, i el 1967, es va traslladar amb la família a Barcelona. Es va llicenciar en geologia a la Universitat de Barcelona i, el 1986, es va doctorar a la mateixa universitat. La seva tesi doctoral es va centrar en l'estudi dels dipòsits profunds de l'Ebre i l'estudi de les valls submarines, que representen els principals conductes pels quals es transporta i distribueix el sediment des del continent al medi marí profund. La seva trajectòria científica ha consistit en la investigació dels marges continentals i les conques sedimentàries, des del Neogen al Quaternari, tot prestant especial interès a la interpretació de processos geològics recents responsables de l'evolució dels sistemes deposicionals profunds i els riscos geològics marins. Alonso ha participat en 50 campanyes nacionals i internacionals a bord de diversos vaixells oceanogràfics. Així, el 1990, va formar part de l'equip multidisciplinari que va treballar durant dos mesos i mig al Mar de Ross, a l'Antàrtida, a bord del vaixell Polar Duque. Ha estat la investigadora responsable de nombrosos projectes del Pla Nacional de Recerca, Desenvolupament i Innovació a Espanya i també a la Unió Europea, així com de projectes de transferència de coneixement amb empreses del sector de l'hidrocarbur. Participa, a més, en el Programa de Perforació Oceànica (ODP), un programa internacional de recerca marina.
El 2005, Alonso va ser nomenada membre de la Real Acadèmia de Ciències Exactes, Físiques i Naturals.

## Obra publicada
- Alonso, Belén; Ercilla, Gemma. Valles submarinos y sistemas turbidíticos modernos (en castellà).  Editorial CSIC - CSIC Press, 2000. ISBN 978-84-00-07973-4.